# Рогачик хрущиковидный
Рогачик хрущиковидный (лат. Aesalus scarabaeoides) — жук из рода Aesalus в составе семейства рогачей.

## Описание
Небольшой жук с вальковатый телом длиной 5—7 мм. Окраска чёрная или чёрно-бурая, матовая. Верхняя сторона тела покрыта густыми плоскими точками и многочисленными чешуйками. Переднеспинка поперечная, начиная от своей середины резко сужена вперед, со слабо двувыемчатым основанием. Надкрылья в передней половине параллельносторонние, за своей серединой плавно закругленные к вершинным углам. Чешуйки на надкрыльях собраны в пучки и образуют правильные ряды. На надкрыльях имеется четыре прерывистых ряда чёрных бугорков.  Мандибулы у самцов заметно удлинены, с вертикальным отростком на вершине. Голова до глаз втянута в переднеспинку. Усики 11-члениковые, с трёхчлениковой булавой, прикрепляются под боковым краем лба. Глаза округлые. Ноги короткие. Голени зазубренные по внешнему краю. Лапки пятичлениковые.
От близкородственного вида Рогач Улановского отличается формой отростка мандибул у самцов и пунктировкой сегментов брюшка снизу.

## Ареал и местообитание
Вид широко распространен в Центральной и Юго-Восточной Европы: от юга Норвегии и Швеции до Средиземного моря. Встречается на Украине, в Крыму и в центральной лесостепи России. Встречается в основном в старых широколиственных и буковых лесах с большим количеством мертвой древесины, однако на всём своём ареале попадается достаточно редко — по всему ареалу численность вида снижается.

## Биология
Жуки живут большими сообществами (до 600 особей) в гнилой древесине мёртвых деревьев. Взрослые жуки появляются в июне. Развитие происходит в бурой гнили дубов, обязательно во влажной древесине. Длительность развития 3 года. Жуки могут встречаться в дубовых бревнах круглый год, вместе с личинками. Изредка попадается вне древесины и только в ночное время.